# Die Todeskralle schlägt wieder zu
Die Todeskralle schlägt wieder zu (auch bekannt als Bruce Lee: Die Faust des Drachen, Originaltitel chinesisch 猛龍過江, Pinyin Měng lóng guòjiāng, Jyutping Maang5 lung4 gwo3gong1 – „ein starker Drache überquert den Strom“ und unter dem internationalen Titel englisch Way of the Dragon) war der erste Film der von Bruce Lee gegründeten Produktionsfirma Concorde. Der Film gehört zum Genre des Martial-Arts-Films.
Bruce Lee fungierte nicht nur als Hauptdarsteller, sondern war zugleich Regisseur, Drehbuchautor und Kampfszenen-Choreograph. Die Todeskralle schlägt wieder zu, der am 30. Dezember 1972 in Hongkong Premiere hatte, wurde ein weltweiter Erfolg.

## Handlung
Tang Lung, ein junger Mann und Kämpfer aus Hongkong, reist nach Rom, um dort Chen Chinghua, einer Verwandten, im Kampf gegen eine Gangsterbande beizustehen, die mit allen Mitteln versucht, ihr Restaurant zu übernehmen. Nachdem Tang Lung die ersten Schlägertrupps mühelos in die Flucht geschlagen hat, holt sich der namenlose Gangsterboss mit der Hilfe seiner rechten Hand Ho Verstärkung in Gestalt eines europäischen Karatekämpfers namens Bob Fred und eines japanischen Karatekämpfers unbekannten Namens. Nachdem es ihnen nicht gelungen ist, Tang Lung unschädlich zu machen, wartet Freds Meister auf ihn, der amerikanische Karatemeister Colt, der als Amerikas bester Karatekämpfer gilt. Im Kolosseum von Rom kommt es zum finalen Zweikampf der Giganten. Tang Lung tötet seinen Gegner, nachdem dieser sich nicht geschlagen geben wollte, aufgrund seines von Tang Lung im Kampf gebrochenen Beines, aber eigentlich schon kampfunfähig ist. Zwei Kellner des Restaurants, Jimmy und Tony, werden von Onkel Wang hinterrücks erstochen, wobei jetzt auch klar wird, dass Onkel Wang ein Verräter ist und vorhatte, das Restaurant zu verkaufen, um nicht als erfolgloser Mann zurück nach Hongkong gehen zu müssen. Der Gangsterboss taucht auf und erschießt seine rechte Hand und Onkel Wang, Tang Lung kann jedoch geschickt hinter einem Baum in Deckung gehen. Die Polizei erscheint und verhaftet den Gangsterboss. Quen und Chen Chinghua verabschieden Tang Lung, der sich auf seinen Rückweg nach Hongkong macht.

## Kritik
„Artistisch arrangierte Kämpfe unter Beteiligung diverser Martial Arts-Künstler aus verschiedenen Ländern. Lees berühmtester und letzter Film wurde hierzulande erst 1991 als ‚Bruce Lee – Die Faust des Drachen‘ in seiner vollständigen Fassung gezeigt.“

## Wissenswertes
- Lees Rollenname Tang Lung (唐龍,  Táng Lóng,  Tang Lung, Jyutping Tong4 Lung4, kantonesisch Tong Lung – „chinesischer Drache“) bedeutet „Drache aus China“. In China steht der Nachname vor dem Vornamen. Tang ist somit sein Nachname und Lung sein Vorname. Er wird von seinen Freunden umgangssprachlich stets „Ah Lung“ (啊龍), genannt, was etwa „Bruder Lung“ bedeutet; während er von Ho, der rechten Hand des Gangsterbosses, mit „Herr Tang“ (唐先生) angesprochen wird.

- Für die Rolle des Colt wollte Lee ursprünglich den Karate- und Kickbox-Meister Joe Lewis verpflichten, welcher auch einer seiner Schüler war. Dieser jedoch lehnte ab, und Chuck Norris trat an seine Stelle.[4]

- Der chinesische Titel des Films lautet Meng long guo jiang, kantonesisch Maang lung goh kong und bedeutet sinngemäß „Der wilde Drache überquert den Fluss“. Der Vorspann des Films zeigt ein Drachenboot, das von China nach Italien fährt. Viele Filmaufnahmen fanden in Rom statt. Für weitere Dreharbeiten wurde die Kulisse des Kolosseums in einem Filmstudio in Hongkong nachgebaut.[5]

- Der deutsche Titel entstand durch einen Fehler. Lees nachfolgender Film war Der Mann mit der Todeskralle, welcher im Januar 1974 in die deutschen Kinos kam, und nach dem Antagonisten benannt wurde, welcher seine linke, amputierte Hand durch diverse Stahlkrallen ersetzen kann. Die Todeskralle schlägt wieder zu wurde erst ein Jahr später veröffentlicht und erneut mit dem Begriff „Todeskralle“ versehen, obwohl im Film keine solche Kralle vorkommt. Dies führte unter anderem dazu, dass viele Leute fälschlicherweise den 1972 gedrehten Film Die Todeskralle schlägt wieder zu für eine Fortsetzung des 1973 gedrehten Film Der Mann mit der Todeskralle hielten.

- In Hongkong spielte der Film mehr als 5 Millionen Hongkong-Dollar ein. An den US-amerikanischen Kinokassen folgten über 11 Millionen US-Dollar, wobei hier der Film erst 1974 aufgeführt wurde.

- In Deutschland folgte der Kinostart im August 1975.[6] Die FSK ließ mehrere Kampfszenen schneiden, darunter „mehrere besonders brutal wirkende Tritte“ aus dem finalen Kampf zwischen Tang Lung und Colt. Ganz entfernt musste die Szene werden, in der Tang Lung seinem Gegner „offenbar das Rückgrat bricht“.[7]

- Am Anfang des Films fahren Tang Lung und seine Verwandte in einem weißen Cabriolet an verschiedenen historischen Gebäuden in Rom vorbei, zum Beispiel am Trevi-Brunnen.

- In der deutschen Kino-Synchronisation wird Darsteller Bruce Lee von Thomas Danneberg gesprochen, der zudem die deutschsprachige Stammstimme von Arnold Schwarzenegger, Sylvester Stallone und Terence Hill war.[8]

- Wie schon bei Todesgrüße aus Shanghai strahlte das ZDF am 1. September 1990[9] eine eigene Schnittfassung aus und ließ hierfür eine neue Synchronisation anfertigen. Bruce Lee wird in dieser Fassung von Rainer Schmitt synchronisiert. Zudem wurde der Filmtitel in Die Faust des Drachen geändert.

- Manche fachkundigen Filmkritiker wie Cha-Lee Yoon interpretieren den Kampf zwischen Bruce Lee und Chuck Norris im Kolosseum als Metapher und Symbol für den kulturellen Kampf zwischen der östlichen und der westlichen Welt, Asien gegen Amerika.[10]